# 26821 Baehr
26821 Baehr este un asteroid din centura principală de asteroizi.

## Descriere
26821 Baehr este un asteroid din centura principală de asteroizi. A fost descoperit pe 17 martie 1988 la Tautenburg de Freimut Börngen. El prezintă o orbită caracterizată de o semiaxă mare de 3,03 ua, o excentricitate de 0,11 și o înclinație de 10,0° în raport cu ecliptica.